# Middleton, South Australia
Middleton är en ort i Australien. Den ligger i kommunen Alexandrina och delstaten South Australia, omkring 65 kilometer söder om delstatshuvudstaden Adelaide. Antalet invånare är 819.
Närmaste större samhälle är Victor Harbor, nära Middleton. 
Genomsnittlig årsnederbörd är 766 millimeter. Den regnigaste månaden är juni, med i genomsnitt 142 mm nederbörd, och den torraste är december, med 22 mm nederbörd.